# Стародевица
Староде́вица — село в Хорольском районе Приморского края России.
Входит в состав Новодевицкого сельского поселения.

## История
Село было основано в 1886 году переселенцами из Полтавской губернии. Село обустраивалось вдоль реки Мельгуновка. Весной во время разлива реки многие дворы были затоплены. Пострадавшие переселились ближе к сопкам. Место первого поселения стали называть Старая Девица. А новое — Новая Девица.

## Население
| 2002 | 2008 | 2010 |
| ---- | ---- | ---- |
| 160  | ↘118 | ↘102 |

## Улицы
- ул. Киевка,
- ул. Слободка,
- ул. Центральная.

## Известные уроженцы
- Яцуценко, Виктор Николаевич (род. 1959) — российский военачальник, генерал-полковник.